# Pholodes rufiplaga
Pholodes rufiplaga là một loài bướm đêm trong họ Geometridae.